# 坨南乡
坨南乡，是中华人民共和国河北省保定市满城区下辖的一个乡镇级行政单位。

## 行政区划
坨南乡下辖以下地区：
坨南村、坎下村、曹家峪村、北赵庄村、西赵庄村、东赵庄村、北台鱼村、杨庄村、洛沟村、黄山村、北峪村、岭西村、好善庄村、支锅石村、新建庄村、水峪村和岭南村。